# Società Sportiva Felice Scandone
La Società Sportiva Felice Scandone, més coneguda, per raons de patrocini, com Air Avellino, és un club de bàsquet de la ciutat d'Avellino, a Itàlia. Juga a la lliga italiana de bàsquet.
Al passat, degut als patrocinadors, ha estat conegut amb els noms de Pasta Baronia Avellino (1996-97), Cirio Avellino (1997-98), Select Avellino (1998-99), Nicoloro Avellino (1999) i De Vizia Avellino (1999-02).
El millor resultat de la història del club és la tercera plaça de la lliga italiana de bàsquet que va obtenir la temporada 2007-2008 i que li han permès participar en l'Eurolliga 2008-2009. El club també va guanyar la Copa Italiana de bàsquet l'any 2008.

## Jugadors destacats
- Kaloyan Ivanov
- Nacho Rodilla
- Jaka Lakovič
- Linton Johnson
- Coby Karl
- - Mirza Begić
- - Nikola Radulović
- - Sidney Johnson